# Tosa, Kōchi
Tosa (土佐市 Tosa-shi) là một thành phố thuộc tỉnh Kōchi, Nhật Bản.

## Hình ảnh

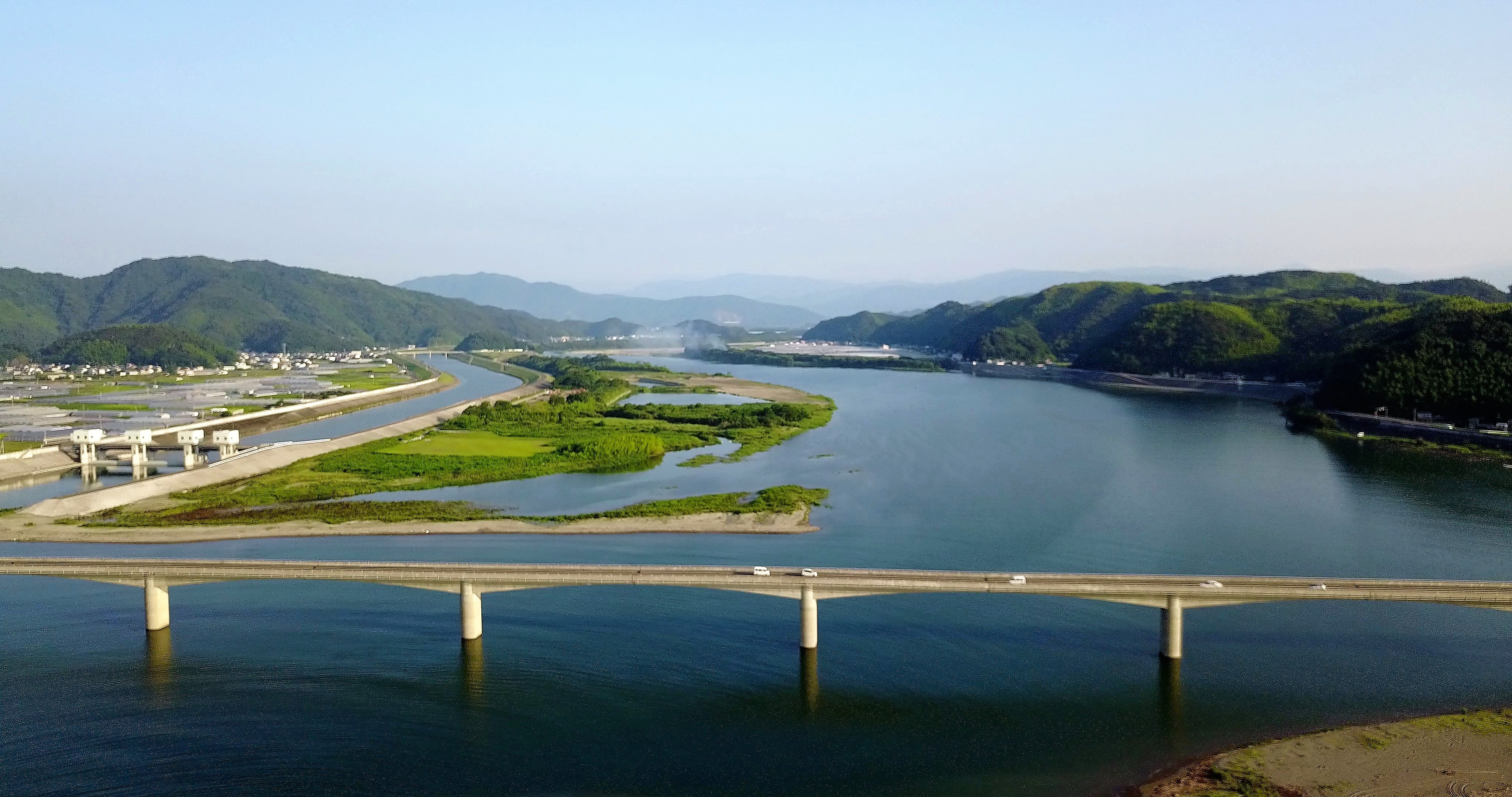
仁淀川河口大橋
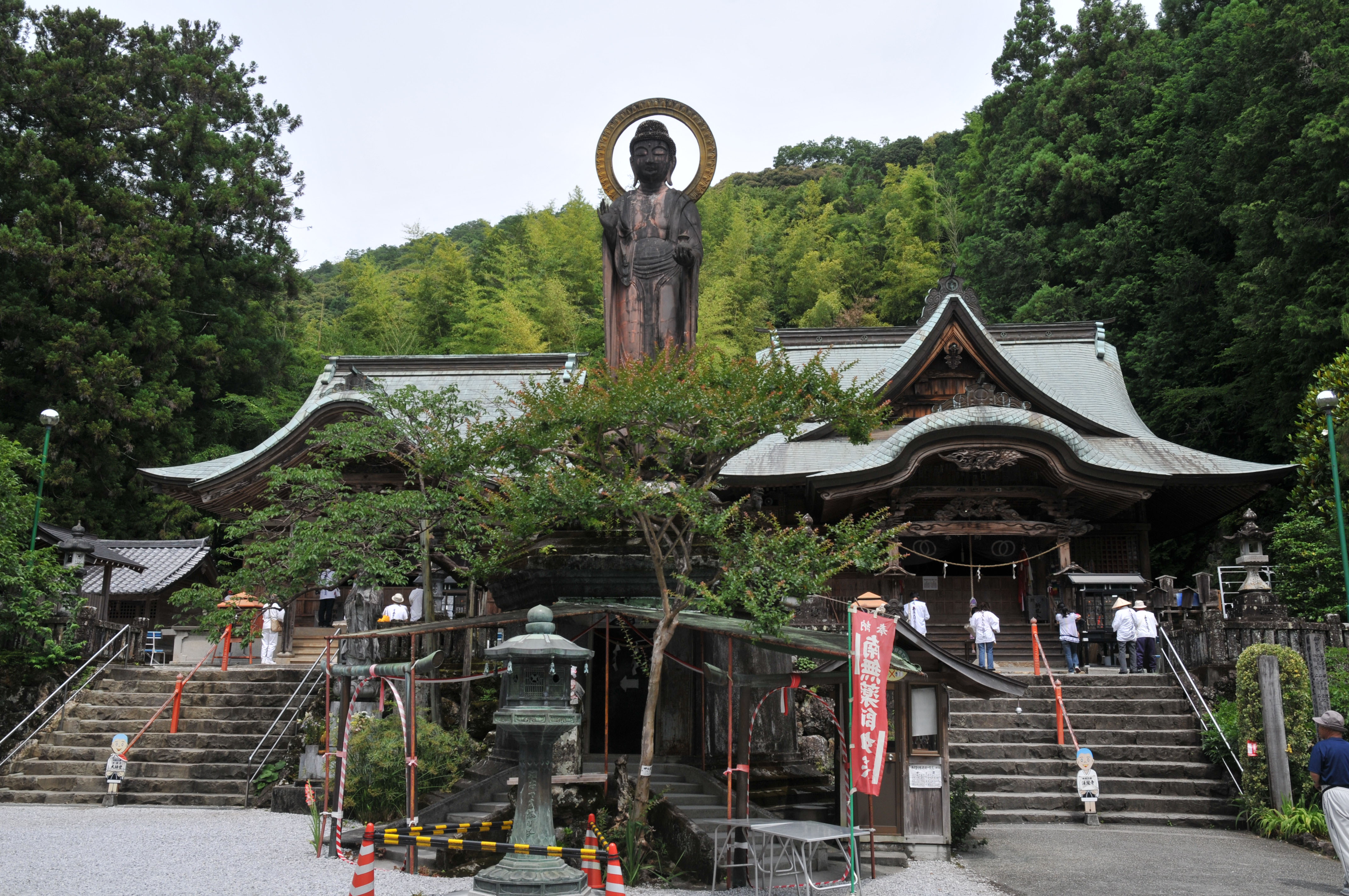
清瀧寺
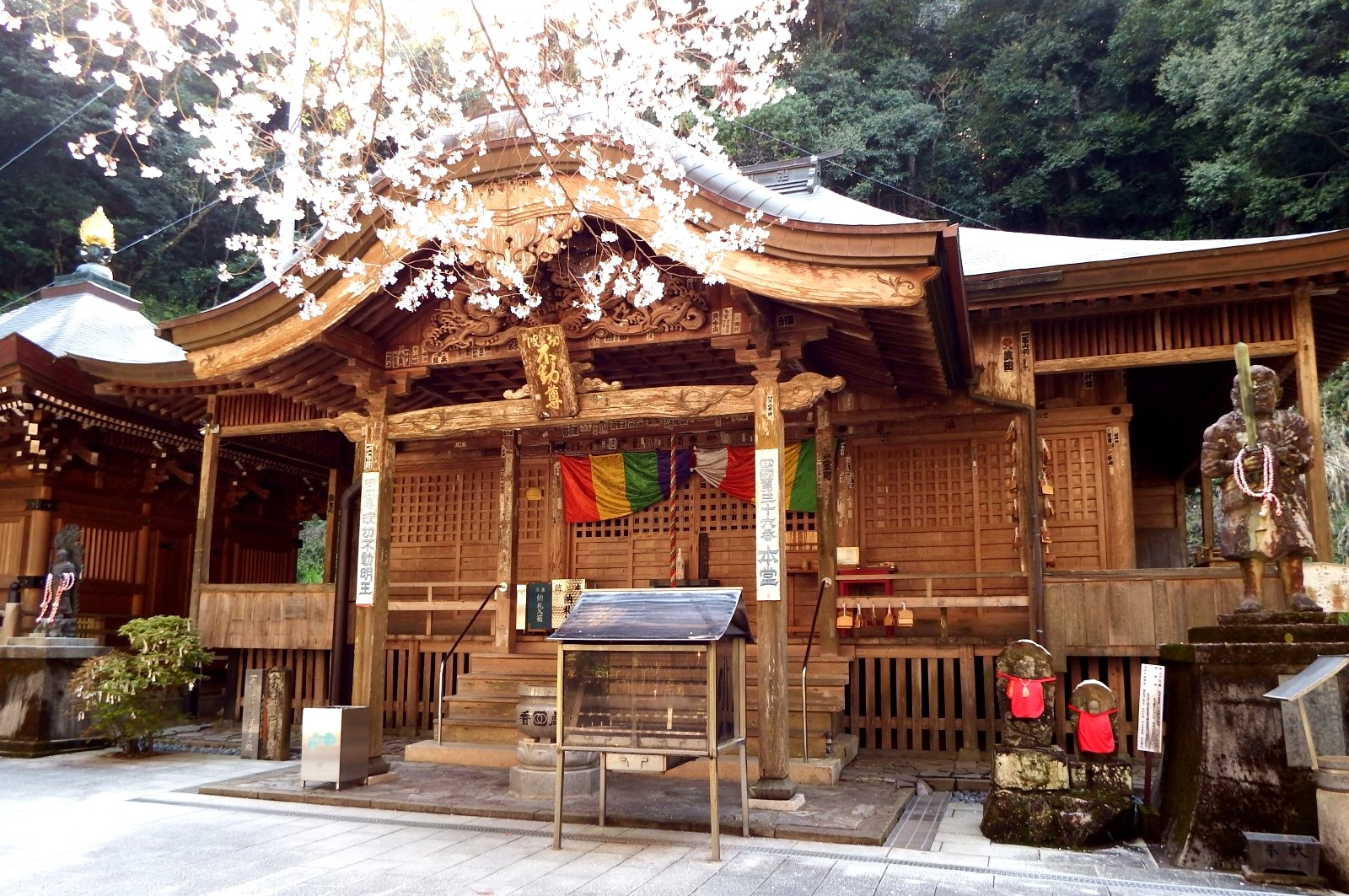
青龍寺
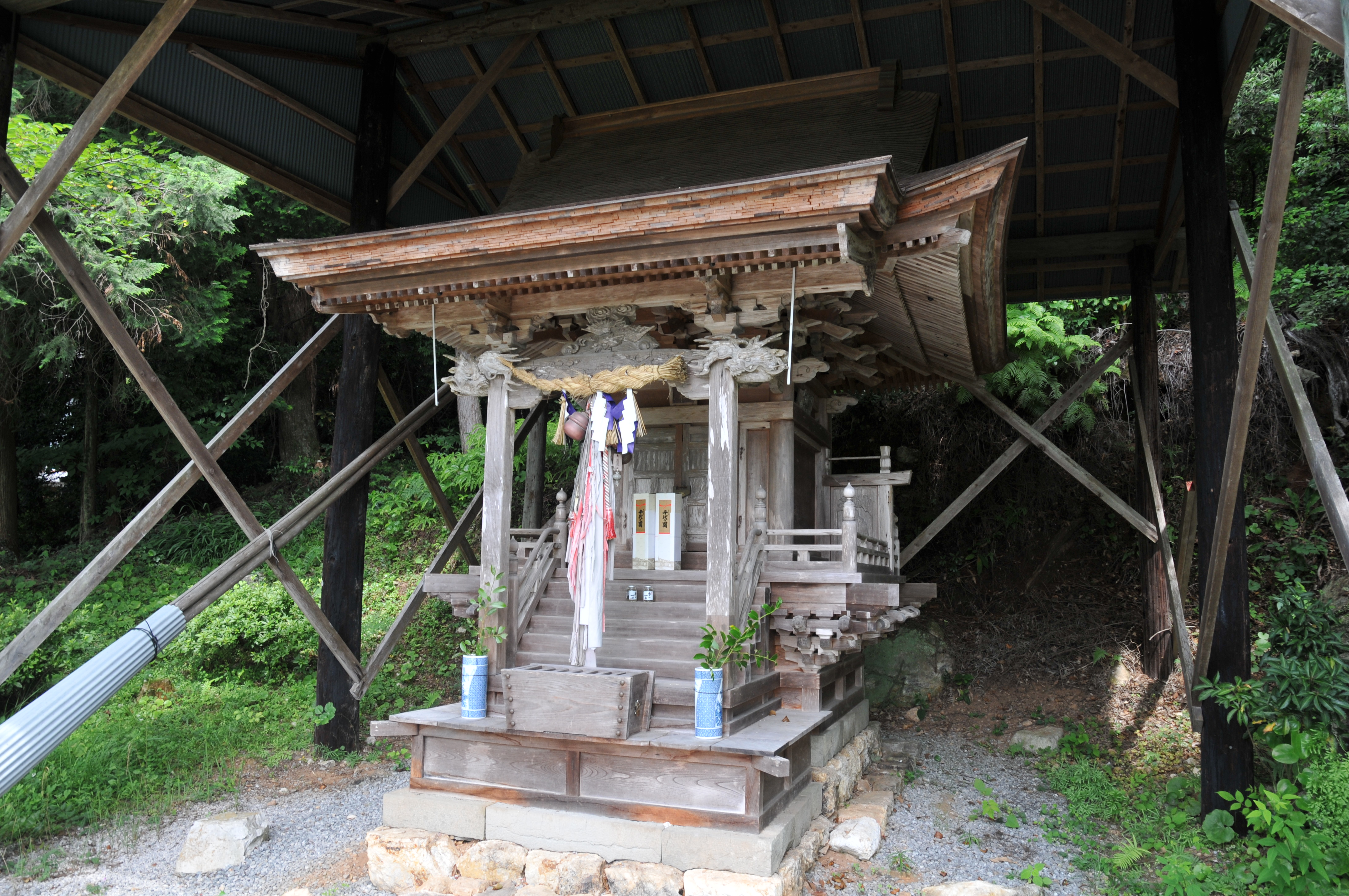
琴平神社
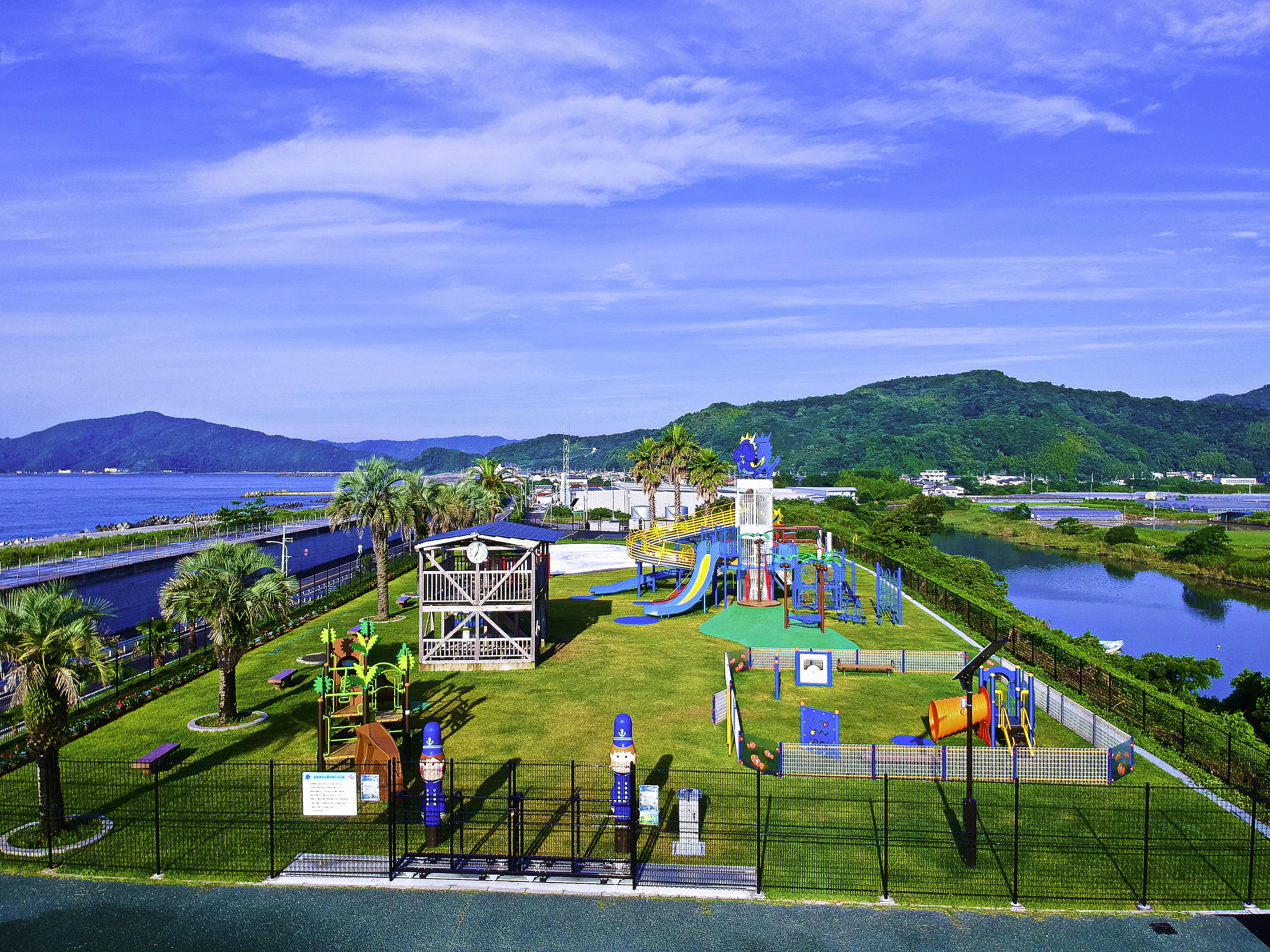
新居緑地公園
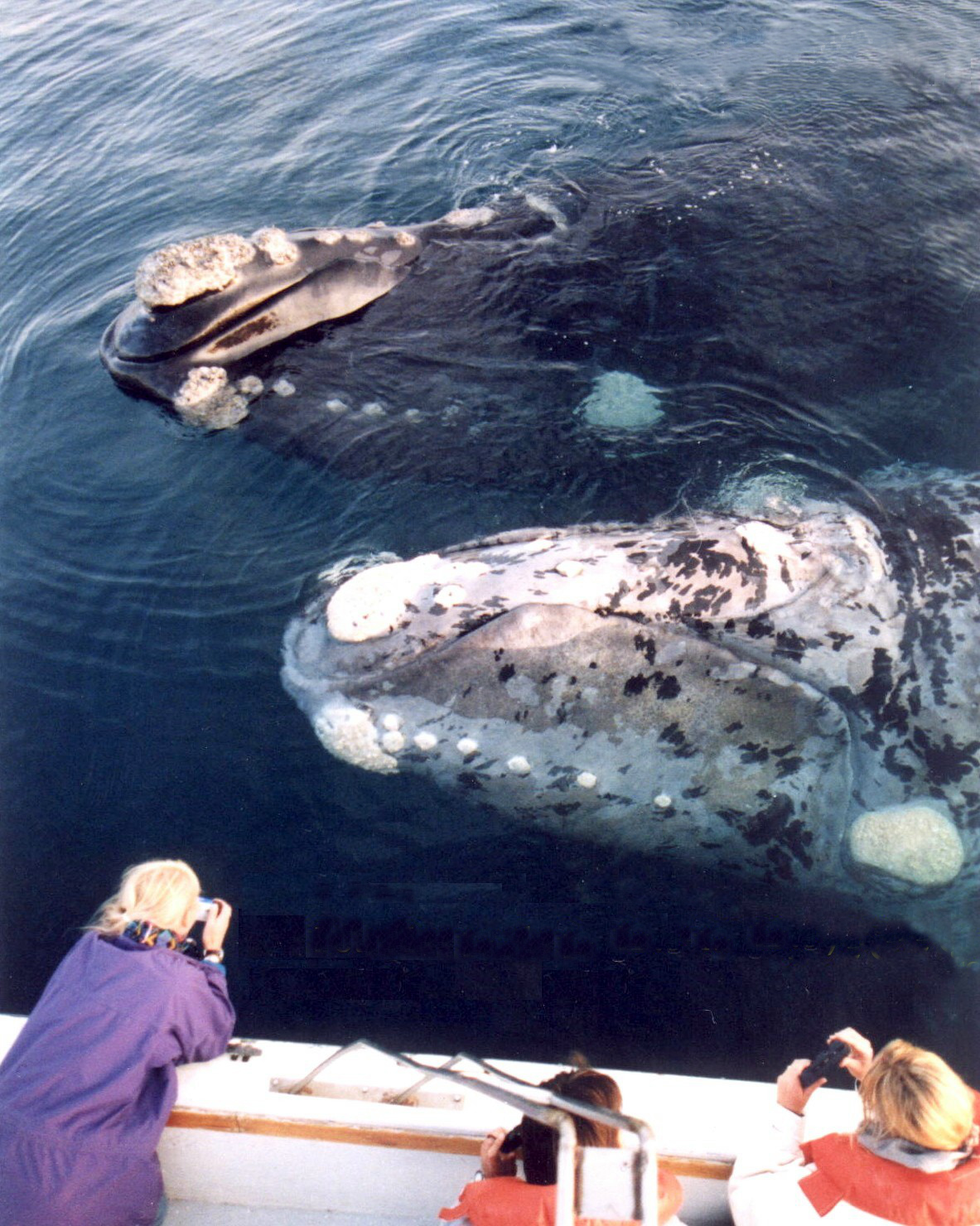
ホエールウォッチング
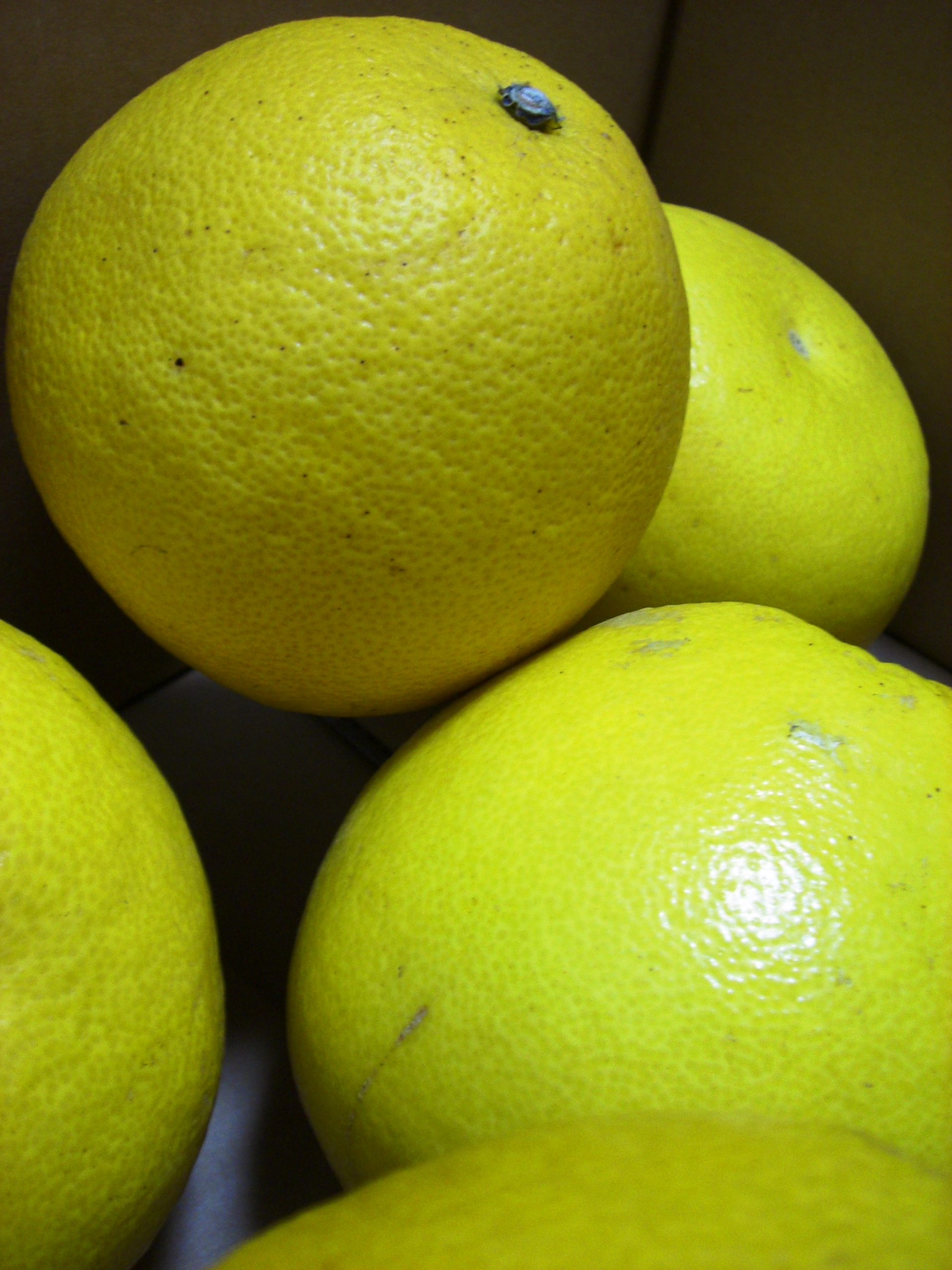
土佐文旦
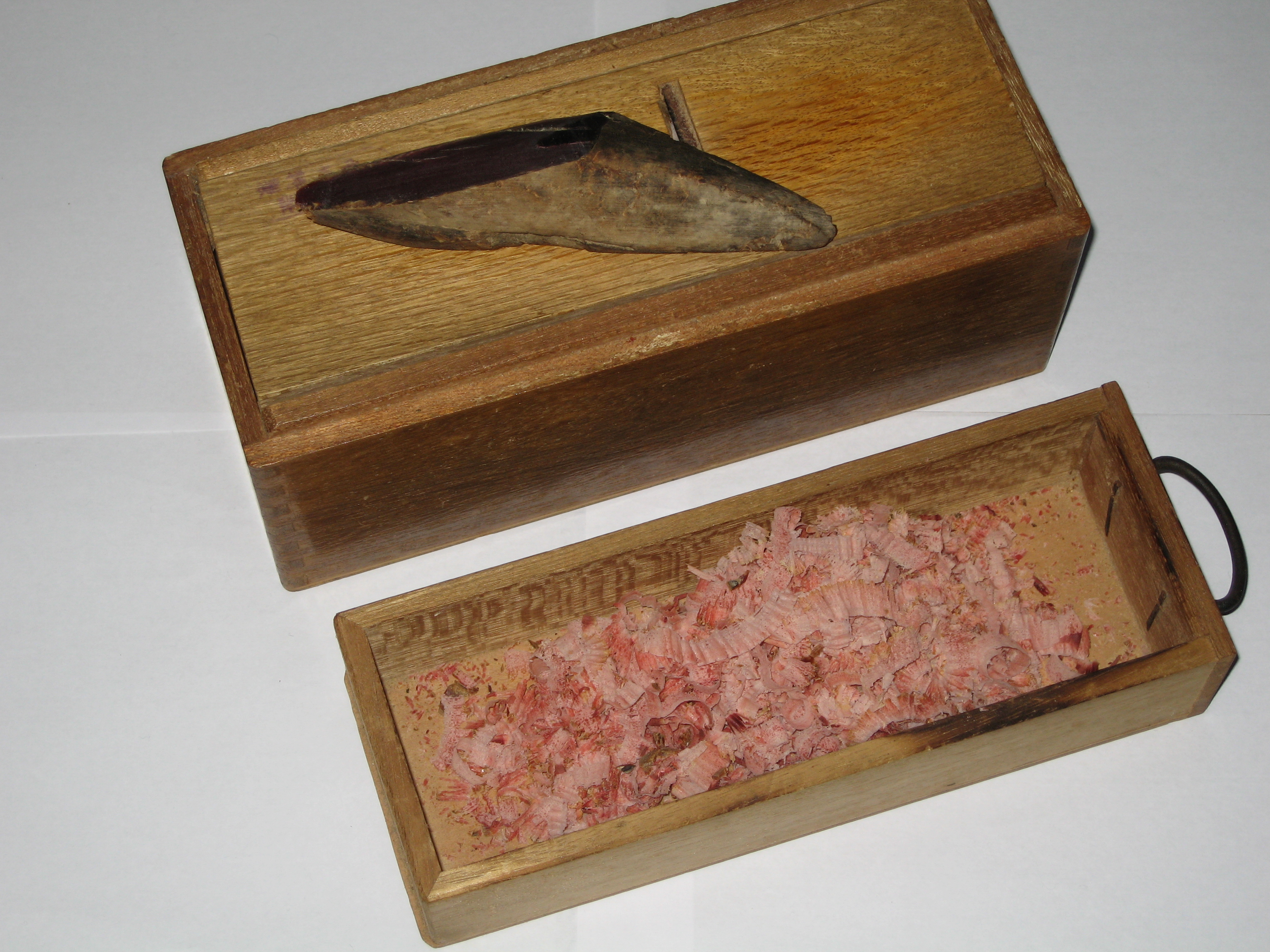
鰹節